# Konspirationsteorier om Diana, prinsessan av Wales död

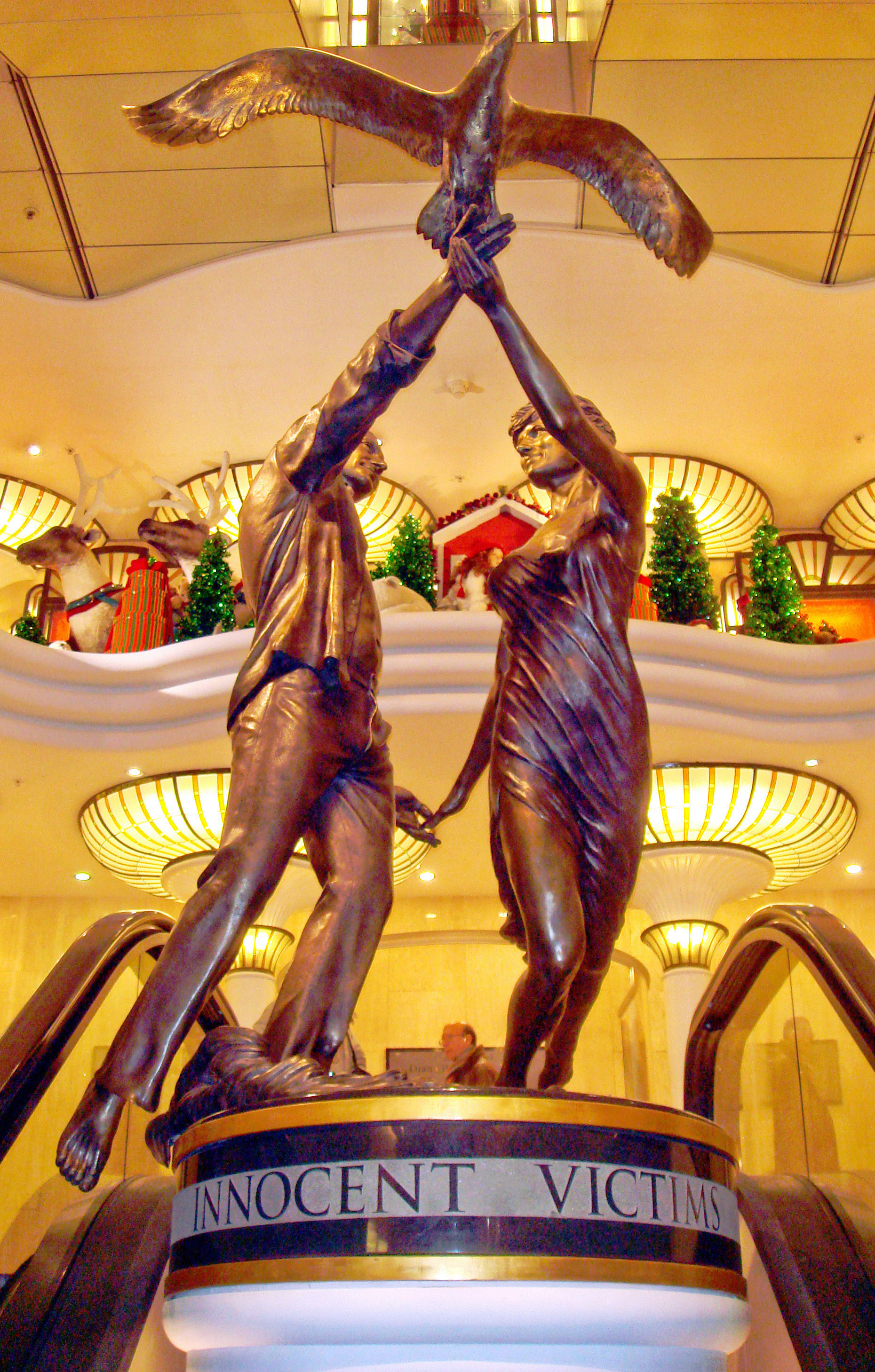
Innocent Victims, ett av två minnesmärken som tidigare visats i Harrods

Det finns många konspirationsteorier om Diana, prinsessa av Wales död 1997. Officiella undersökningar i både Storbritannien och Frankrike bekräftade att Diana dog på ett sätt som överensstämmer med mediarapporter. År 1999 drog en fransk utredning slutsatsen att Diana dog till följd av en krasch. Den franske utredaren, domaren Hervé Stephan, drog slutsatsen att paparazzi befann sig en bit från bilen, en Mercedes-Benz W140, när den kraschade och att de inte var ansvariga. Efter att ha hört bevis vid den brittiska undersökningen, gav en jury 2008 en dom om att dödsfallet var "unlawful killing" av föraren Henri Paul och paparazzoerna som förföljde bilen. I juryns dom konstaterades också: "Dessutom beaktades det faktum att den avlidna inte bar bilbälte, och att Mercedesen, istället för att kollidera med något annat, träffade pelaren i Almatunneln, vilket bidrog till den avlidnas död".
Brittiska Daily Express och Mohamed Al-Fayed, pappa till Dodi som också dog i kraschen, har varit drivande när det kommer till alternativa teorier. År 2003 publicerade Dianas butler Paul Burrell en anteckning som han hävdade hade skrivits av Diana i oktober 1993. Anteckningen hävdade Dianas man prins Charles planerade att sabotera bromsarna på hennes bil för att skada henne allvarligt, så att han kunde gifta sig igen. Hon påstods ha uttryckt liknande oro i oktober 1995 till sin advokat Lord Mishcon. Hon skall då ha berättat att "pålitliga källor" hade sagt till henne att hon och Camilla skulle läggas åt sidan för att Charles skulle gifta sig med Tiggy Legge-Bourke. En särskild utredningsgrupp, Operation Paget, inrättades 2004 och leddes av kommissionär John Stevens för att undersöka de olika konspirationsteorierna som framförts under den brittiska utredningen. Denna utredning undersökte 175 konspirationspåståenden som hade gjorts av Fayed. År 2005 berättade Charles III, som vittne, för Stevens att han inte kände till sin exfrus anteckning från 1995 och inte kunde förstå varför hon hade dessa känslor. Fayed har ihärdigt framfört konspirationsteorier vid undersökningen och har upprepade gånger hävdat att han tror att hans son mördades tillsammans med Diana.

## Henri Paul

### Säkerhetstjänstanslutningar
Teoretiker har hävdat att föraren av Mercedes-Benz W140, Henri Paul, betalades av en nationell säkerhetstjänst, även om olika versioner av anklagelsen namnger säkerhetstjänstens land omväxlande som Storbritannien, Frankrike eller USA. Bevis som påstås stödja detta härrör huvudsakligen från pengar som han ägde vid tiden för sin död och hans personliga förmögenhet. Dessa anklagelser tas upp i kapitel fyra i Operation Pagets brottsutredningsrapport. Mohamed Al-Fayed hävdar att Henri Paul arbetade för MI6 och att de satte upp honom. Undersökningen fann inga bevis för att Henri Paul var agent för någon säkerhetstjänst.

### Blodprover
En annan anklagelse gäller tillförlitligheten av utförda blodprover, som visade att Paul hade druckit innan han tog kontroll över bilen. De franska utredarnas slutsats att Paul var berusad gjordes på grundval av en analys av blodprover, som sades innehålla en alkoholhalt som (enligt Jays rapport från september 1997) var tre gånger den franska lagliga gränsen. Denna första analys ifrågasattes av en brittisk patolog som anlitats av Al-Fayed. Som svar utförde franska myndigheter ett tredje test, denna gång med hjälp av den mer medicinskt avgörande glaskroppsvätskan från insidan av ögat, vilket bekräftade alkoholhalten mätt med blod och visade också att Paul hade tagit antidepressiva läkemedel.
Det har hävdats att alkoholhalten som rapporterats ha hittats i Pauls blod inte överensstämde med hans nyktra uppträdande, som fångades på CCTV samma kväll. Robert Forrest, en rättsmedicinsk patolog, påpekar att en alkoholist som Paul, med en högre tolerans för alkohol, skulle kunna verka mer nykter än han faktiskt var. Dodi Fayeds och Henri Pauls familjer accepterade inte resultaten av den franska utredningen. 
Det avslöjades 2006 att Lord Stevens hade träffat Pauls äldre föräldrar och berättat för dem att deras son inte var berusad. Strax före Stevens framträdande vid förhöret uppgav en källa nära honom att denna inkonsekvens kunde förklaras med att han var "hänsynsfull" och "känslig" mot det äldre paret, en bedömning som Scott Baker föreslog kan vara trovärdig i hans inledning till juryn. Under korsförhöret vid den brittiska undersökningen 2008 förnekade Stevens att "medvetet vilseleda" Pauls föräldrar och sa att chaufförens tillstånd vid tidpunkten för kraschen inte överensstämde med polisens definition av att vara berusad, vilket han sa var beroende av någons fysiska reaktioner. Stevens sa att de tillgängliga bevisen tydde på att Paul endast hade konsumerat två alkoholhaltiga drycker, men att detta inte nödvändigtvis var allt han hade konsumerat och att han verkligen var "påverkad" av alkohol vid tidpunkten för kraschen. En expert som citeras i rapporten uppskattade att Paul hade druckit motsvarande fem mått Ricard, hans franska favoritaperitif med lakritssmak, innan han körde bil.
I två franska TOXLAB-tester visade sig Paul ha 12,8% kolmonoxidhemoglobinmättnad, vilket uppstår när blodets järnbärande pigment (hemoglobin) binder sig med kolmonoxid (istället för syre). Rökare har normalt cirka 10 % av hemoglobinet bundet med kolmonoxid, så resultaten i Pauls fall var inte ovanliga. Paul hade rökt cigariller timmarna före kraschen. Ett annat test, som motståndare till de officiella resultaten hänvisar till, visade att Paul hade en kolmonoxidhemoglobinmättnad på 20,7% vid tidpunkten för sin död; om det resultatet var korrekt, kombinerat med hastigheten för spridning av kolmonoxid från blodomloppet, skulle Pauls blod ha haft 40% mättnad några timmar tidigare, och han skulle knappast ha kunnat fungera alls.
År 2009 rapporterades det att DNA-prover bekräftar att blodproverna med höga alkoholhalter verkligen var från Paul. Detta fastställdes genom en jämförelse med prover från Pauls föräldrar, vilket visade att det blod som testades tillhörde Paul och att han hade tre gånger den franska lagliga gränsen för alkohol i blodet.

## Tomlinsons påstående om MI6-inblandning
Richard Tomlinson, en tidigare MI6-anställd som avskedades från underrättelsetjänsten och som senare avtjänade fem månaders fängelse för att ha brutit mot Official Secrets Act 1989, hävdade i ett edsvuret uttalande till den franska utredningen i maj 1999 att Storbritanniens MI6 hade varit inblandad i kraschen, vilket tyder på att säkerhetstjänsten hade dokumentation som skulle hjälpa domare Stephan i hans utredning. Den föregående augusti hade han rapporterats av BBC för att ha hävdat att Paul arbetade för säkerhetstjänsten och att en av Dianas livvakter, antingen Trevor Rees-Jones (nu känd som Trevor Rees) eller Kes Wingfield, var en kontakt för brittisk underrättelsetjänst. Tomlinson påstod att MI6 övervakade Diana före hennes död, hade berättat för Mohamed Al-Fayed att Paul var en MI6-agent och att hennes död speglade planerna han såg 1992 för mordet på Serbiens dåvarande president Slobodan Milošević, med hjälp av ett blixtljus för att förblinda hans chaufför.
Den 13 februari 2008 berättade Tomlinson att han kan ha kommit ihåg fel och att han inte hade några bevis för att Paul var en MI6-agent, men han hade sagt i föregående rättegång att Paul försåg MI6 med information. På en videolänk från Frankrike medgav Tomlinson att han efter 16 eller 17 års intervall "inte kunde komma ihåg specifikt" om dokumentet han hade sett under 1992 faktiskt hade föreslagit användningen av ett blixtljus för att orsaka trafikolycka som ett sätt att mörda Milošević, även om användningen av ljus för detta ändamål hade täckts i hans MI6-utbildning. Operation Paget Inquiry fick oöverträffad tillgång till både MI5:s och MI6:s kontor för att undersöka Tomlinsons påståenden. Det avslöjades senare att det nämnda dokumentet var ett förslag skrivet i mars 1993 om att mörda en annan serbisk figur om han fick makten, inte Milošević. Vidare innebar planen inget om att använda ljus.
Ytterligare bevis som försvagade Tomlinsons påståenden hittades i utkast till en bok han skrev om sin tid i MI6 innan han fängslades 1998 för att ha brutit mot lagen Official Secrets Act. Utkastet, från 1996, hänvisade till dokumentet och innehöll ingen detalj om en iscensatt bilolycka med ljus i en tunnel.
Undersökningen berättades senare av en anonym MI6-chef (kallad under förfarandet som "Miss X") att MI6 inte hade någon fil om varken prinsessan eller Dodi, och att det inte fanns någon plan som involverade dem. Utredningen avslutades med att avfärda Tomlinsons anspråk som en utsmyckning. Den fortsatte med att kommentera att denna utsmyckning till stor del var ansvarig för att ge upphov till teorierna om att Diana mördades.
Tomlinson greps av franska myndigheter i juli 2006 som en del av deras utredning om Dianas död. Fransk polis rapporterades också ha beslagtagit datorfiler och personliga papper från hans hem i Cannes.

## Förhållande med Dodi Fayed

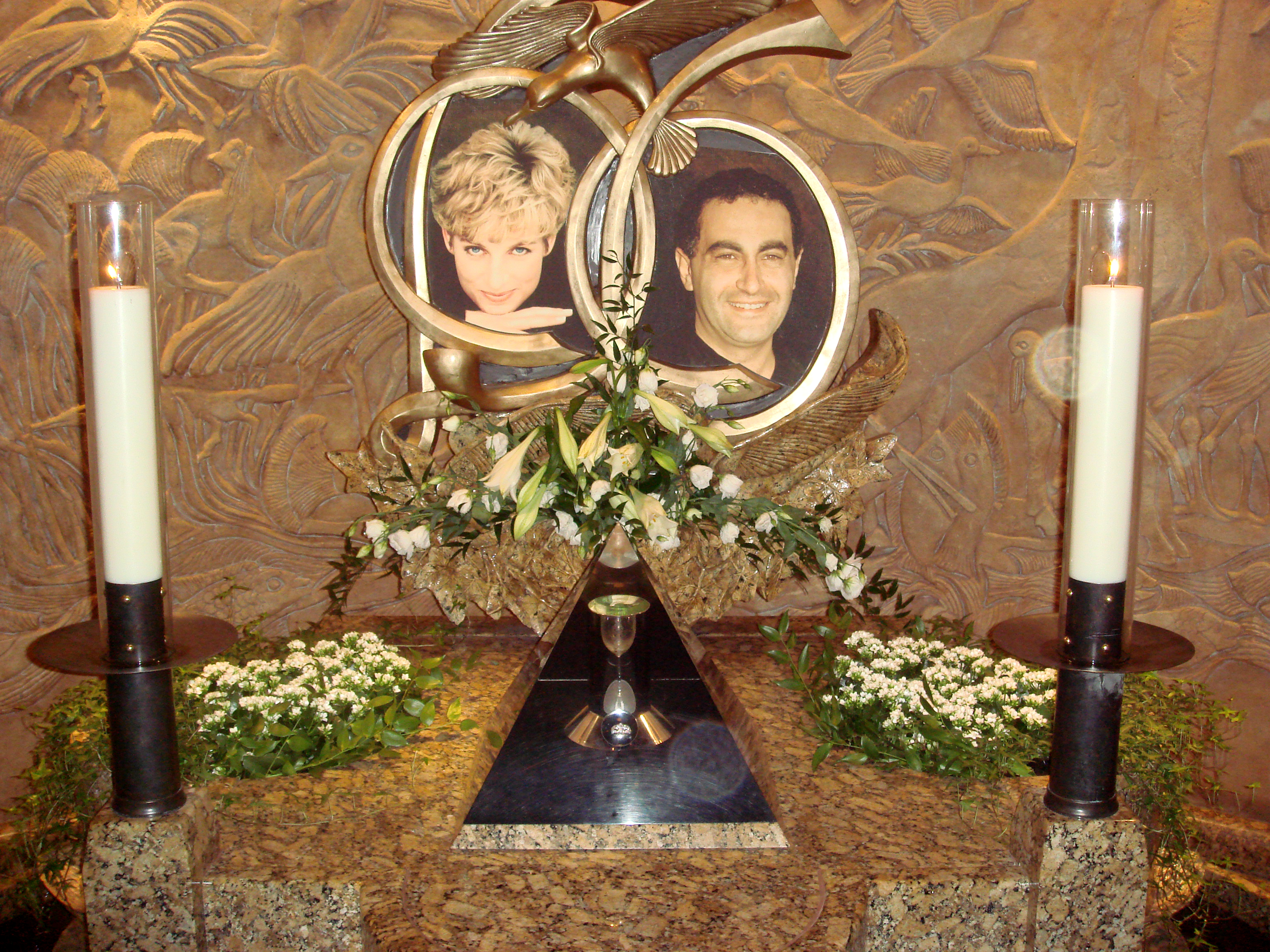
Minnesmärke till Diana och Dodi, 1998

Ett av huvudmotiven som har framförts för det påstådda mordet inkluderar förslagen att Diana var gravid med Mohamed "Dodi" Fayeds barn och att paret var på väg att förlova sig. Det påstådda ogillandet av idén om en icke-kristen inom den brittiska kungafamiljen innebar att en sådan relation mellan den framtida kungens mor och en egyptisk muslim inte skulle tolereras. Enligt Mohamed Al-Fayeds uppfattning, som han upprepade i rätten vid undersökningen i februari 2008, var prins Philip, Kung Charles, Dianas syster Lady Sarah McCorquodale och många andra alla inblandade i en komplott för att döda prinsessan och hennes son. Jeffrey Steinberg från Executive Intelligence Review (EIR), en publikation av den amerikanska Lyndon LaRouche-rörelsen, har också lagt fram teorier om att prinsessan av Wales mördades av säkerhetstjänsten under instruktioner från prins Philip. En artikel i The Daily Telegraph 1998 som rapporterade EIR-konspirationsteorierna påstod att det fanns tidigare kopplingar mellan EIR och Al-Fayed, medan Francis Wheen året därpå rapporterade att Al-Fayeds talesman hade sagt till journalister att kontakta Steinberg.
Al-Fayed gjorde påståendet i tv-intervjuer att paret skulle tillkännage sin förlovning måndagen efter kraschen, den 1 september 1997. Operation Paget kommenterade att ett tillkännagivande av sådan omfattning från prinsessan av Wales skulle ha varit en betydande mediahändelse av världsomspännande intresse och skulle ha krävt betydande förberedelser. Inga bevis hittades för att någon sådan förberedelse hade gjorts.
Övervakningsbevis som visades vid förhöret tyder på att Dodi lämnade en Repossi-juvelerare den 30 augusti med inget annat än en katalog. Alberto Repossi sa 2003 att ringen hade placerats på Dianas finger på ett hotell i Saint-Tropez och att den skulle ändras i storlek för framtida insamling i Paris, men erkände senare för författaren Martyn Gregory att han hade fått "juridiska papper" från Al-Fayed, som hade varit kund i mer än 20 år. Al-Fayed sa att paret valde ringen i Monte Carlo, och Dodi hade hämtat den i Paris dagen innan han dog efter att den hade ändrats. Detta uttalande från Al-Fayed motsägs av uttalandena från Claude Roulet, ett butiksbiträde, och övervakningsfilmerna. En övervakningsfilm visade att en ring hade valts ut av en anställd på Ritz-hotellet. Den köptes av Mohammed Al-Fayed efter parets död.
Några timmar före kraschen, på eftermiddagen den 30 augusti, fick Dianas journalistvän Richard Kay ett samtal på sin mobiltelefon från Diana där hon frågade om vad som troligen skulle dyka upp i följande dags söndagstidningar om henne. Under detta samtal nämnde hon inget tillkännagivande som hon hade för avsikt att göra.
Mer avslöjande var uttalandet från Dianas äldsta syster, Lady Sarah McCorquodale, som vittnade om att Diana i ett telefonsamtal med henne fredagen den 29 augusti talade om Dodi Fayed på ett sätt som gav henne intrycket att förhållandet var på "stenig mark". Uttalanden från andra vänner och förtrogna som Diana talade med veckan före sin död, inklusive sin butler Paul Burrell, hennes vän Lady Annabel Goldsmith och hennes andliga rådgivare Rita Rogers, var eniga om att hon var bestämd med att inte vilja förlova sig eller gifta sig med någon vid den tidpunkten i hennes liv. En vecka innan hon dog hade prinsessan sagt till Goldsmith: "Jag behöver äktenskap som ett utslag i ansiktet."
Dianas tidigare sekreterare, Patrick Jephson, sa till BBC som reaktion på publiceringen av Operation Paget Report i december 2006 att hennes ansiktsuttryck i övervakningsfilmerna av henne på Paris Ritz på hennes sista kväll med Dodi Fayed var ett hon skulle bära när hon var missnöjd med en situation. Men övervakningsbilder som släpptes den 6 oktober, tagna bara några minuter före deras död, visar en avslappnad Diana och Dodi som kärleksfullt håller hand.
Ett undersökningsvittne var Hasnat Khan, en muslimsk hjärtkirurg av pakistanskt ursprung baserad i London, som hade ett förhållande med Diana i två år. Diana hade undersökt möjligheten att gifta sig med honom. Detta hade inte mötts av något motstånd från kungafamiljen och dåvarande prins Charles hade gett sin välsignelse. Khan uppgav att han hade fått en del rasistiska hatbrev från allmänheten på grund av förhållandet men hade ingen anledning att ta det som sades i hatbreven på allvar. Han uppgav också att han ansåg att förhållandet inte hade mötts av motstånd från kungafamiljen eller någon annan gren av den brittiska regeringen inklusive säkerhetstjänsten. Paul Burrell uppgav att Diana fortfarande inte var över sitt uppbrott med Khan vid tiden för hennes död. Det påpekades också att Dodi och Diana bara hade träffats knappt sju veckor före kraschen, i Al-Fayeds villa i Saint-Tropez den 14 juli, vilket betyder att det bara var 47 dagar från deras första möte till kraschens natt. Av dessa dagar tillät deras scheman dem att vara tillsammans i ett absolut maximum av 35 dagar. Från analys av Dianas faktiska rörelser är det troligt att de hade tillbringat cirka 23 dagar tillsammans innan kraschen.
John Macnamara, en tidigare detektiv vid Scotland Yard, ledde Al-Fayeds egen utredning i fem år från 1997. Korsförhörd vid undersökningen den 14 februari medgav han att han inte hade hittat några bevis för en kriminell konspiration för att döda prinsessan, eller att hon var förlovad eller gravid vid tidpunkten för sin död, förutom påståendena som Al-Fayed hade vidarebefordrat till honom.

### Graviditet
I januari 2004 sa den tidigare rättsläkaren i drottningens hushåll, John Burton, (i en intervju med The Times) att han deltog i en obduktion av prinsessans kropp i Fulhams bårhus, där han personligen undersökte hennes livmoder och fann att hon inte att var gravid. Robert Chapman, som genomförde obduktionen, konstaterade att Dianas livmoder och äggstockar inte visade några tecken på graviditet.
I ett försök att undersöka påståendena från Al-Fayed, lät Operation Paget utföra vetenskapliga tester på blod före transfusion som hittades i fotutrymmet på sätet i den havererade Mercedes som prinsessan av Wales ockuperade vid tidpunkten för kraschen. Detta blod visade sig inte ha några spår av hCG-hormonet som ofta finns i samband med graviditet. I utredningen intervjuades också omfattande vänner till Diana som var i nära kontakt med henne under veckorna fram till hennes död. Bevisen som erhölls från dessa vittnen var av mycket känslig karaktär och det mesta ingick inte i Operation Pagets brottsutredningsrapport. Det rapporterades dock att vänner sa att hon var i sin normala menstruationscykel och det fanns bevis för att hon använde preventivmedel.
Al-Fayeds envishet med att hävda att Diana var gravid fick honom att få medlemmar ur sin personal att berätta för media att Diana och hans son på deras sista dag tillsammans hade besökt en villa han ägde i Paris för att välja ett rum "för barnet". Även om paret verkligen hade besökt villan, var omständigheterna kring besöket överdrivna för att säga att det hade varat i två timmar och att det var i närvaro av en framstående italiensk inredningsarkitekt. En säkerhetsvakt i villan, Reuben Murrell, kände sig obekväm med att ljuga om saken och sålde sin berättelse till The Sun om att besöket varade i knappt trettio minuter och inte var i sällskap med någon inredningsarkitekt. Han lämnade stillbilder från övervakningskameror för att bevisa detta och sa att han hade varit i Dianas och Dodis närvaro under hela deras besök, utan att det har förekommit någon konversation om att de skulle komma att bo i villan. Senare sa han upp sig från Al-Fayeds anställning och inledde en arbetsdomstol för konstruktiv uppsägning efter att Al-Fayed framgångsrikt stämt honom för avtalsbrott på grund av övervakningsbilderna som han gav till The Sun. Andra av Al-Fayeds personal gjorde nedsättande kommentarer om Murrell och Trevor Rees-Jones i sina uttalanden till Operation Paget. 2004 hävdade en dokumentär på Channel 4, The Diana Conspiracy, att butlern i villan, som i juni 1998 i en intervju med ITV-dokumentären Diana: Secrets Behind the Crash, påstod sig ha visat paret runt med deras avsikt att leva där, inte ens var närvarande i villan den dagen då han var på semester.
Al-Fayed hävdade först att prinsessan av Wales var gravid vid tidpunkten för hennes död till Daily Express i maj 2001. "Om det är sant är det konstigt att han satt på denna viktiga information i tre och ett halvt år." sade Scott Baker vid undersökningen.

## Avsaknad av övervakningsbilder
Frånvaron av övervakningsbilder som visar Mercedesens resa från hotellet till olycksplatsen har ofta citerats som bevis på en organiserad konspiration. Enligt tidningen The Independent 2006 fanns det mer än 14 övervakningskameror i Pont de l'Almas gångtunnel, även om ingen spelade in bilder från den dödliga kollisionen.
Domaren Hervé Stéphan utsågs till undersökningsdomare i detta mål den 2 september 1997. Den dagen gav han genom domstolsbeslut Brigade Criminelle i uppdrag att identifiera alla video- och fotografiska bilder längs vägen som Mercedes tog. Löjtnant Eric Gigou från Brigade Criminelle ledde teamet som utförde det arbetet, till en början genom att spåra om rutten flera gånger och upprätta en lista över möjliga platser. Hans rapport visade att teamet identifierade tio platser för övervakningskameror. Ingen av dessa hade några för utredningen relevanta bilder, eftersom det i huvudsak rörde sig om säkerhetskameror mot entréer till byggnader. De flesta kameror sköttes inte av staden Paris; ägarna till de byggnader som de var knutna till drev dem privat. Det fanns en trafikövervakningskamera ovanför gångtunneln på själva Place de l'Alma men denna var under kontroll av la Compagnie de Circulation Urbaine de Paris (Paris Urban Traffic Unit). Den avdelningen stängde vid 23-tiden, hade ingen nattjänstpersonal och gjorde inga inspelningar. Befäl vid polisens informations- och ledningscentral kunde fortsätta att se bilderna som visades av trafikkameran i realtid men kunde inte kontrollera den.
Ämnet för övervakningskameror behandlas i kapitel 5 i Operation Paget-rapporten. Det visade sig också att ett fotografi som publicerats i en bok av David Cohen Diana, Death of a Goddess och med rubriken som taget precis innan bilen gick in i tunneln i själva verket togs av en fotograf när bilen lämnade baksidan av Paris Ritz.

## Vit Fiat Uno och James Andanson
Analyser av vraket av Mercedesen visade att den hade blickkontakt med en vit Fiat Uno-bil som lämnade spår av färg på Mercedes-karossen. Omfattande försök från den franska polisen att hitta det inblandade fordonet misslyckades. Även om ingen hade sett Fiat i tunneln, rapporterade några vittnen att de såg en Uno åka ut ur tunneln.
Mohamed Al-Fayed påstod i sitt uttalande från juli 2005 till Operation Paget, och vid andra tillfällen, att den vita Fiat Uno användes av MI6 som ett sätt att få Mercedesen att svänga och därigenom krascha in i sidan av tunneln . Al-Fayed hävdade vidare att den vita Fiat Uno ägdes av en fransk fotojournalist vid namn Jean-Paul James Andanson, en säkerhetstjänstagent enligt Al-Fayed, som hade fotograferat Diana medan hon var i hans villa i Saint-Tropez i juli 1997. Andansons död i maj 2000, hävdade Al-Fayed, berodde antingen på skuld för vad han hade gjort eller på att han mördades av den franska eller brittiska säkerhetstjänsten för att tysta honom.
Operation Paget fann att den vita Fiat Uno Andanson ägde var i ett ovägbart skick, då den var nio år gammal, med 325 000 kilometer på vägmätaren (vilket tyder på att bilen hade körts 43452 km per år) och hade inte underhållits på flera år tidigare. Andansons grannar bekräftade sanningshalten i dessa bevis. Andanson hade sålt bilen i oktober 1997. Operation Paget drog slutsatsen att det var extremt osannolikt på grund av bilens skick och det faktum att Andanson så öppet hade gjort sig av med den att det var den på olycksplatsen i Paris. Fransk polis hade undersökt Andansons bil som en del av deras försök att spåra den som hade kommit i kontakt med Mercedesen i syfte att åtala föraren för underlåtenhet att ge assistans och hade kommit till samma slutsats. Den franska polisen tillbringade ett år efter olyckan med att leta efter fordonet och eliminerade över 4 000 vita Fiat Unos från sin förfrågan. Operation Paget beslutade att det skulle vara osannolikt att förnyade undersökningar skulle identifiera det inblandade fordonet, eftersom en så lång period hade förflutit sedan kraschen. Den drog slutsatsen att hotet om åtal för ett frihetsberövande förmodligen avskräckte föraren från att träda fram vid tillfället.
En pensionerad major i den franska brigaden Criminelle, Jean Claude Mules, gav vittnesmål till förhören i februari 2008. Andanson hade intervjuats av fransk polis i februari 1998 och hade kunnat tillhandahålla dokumentära bevis om sina rörelser de föregående 30 och 31 augusti som hade tillfredsställt dem att han inte kunde ha varit föraren av den inblandade Fiat Uno. Dessa visade att Andanson bara kunde ha varit i sitt hem i Lignieres, 285 km från Paris, vid tidpunkten för kraschen. Elizabeth, hans änka, sa vid undersökningen i London i februari 2008 att hennes man hade varit hemma i sängen med henne vid tidpunkten för kraschen.

### Andansons självmord
Andanson dog i maj 2000. Den officiella domen var självmord. Hans kropp hittades i en svart, utbränd BMW i en skog nära staden Nant, nära Millau, i södra Frankrike. Andansons död tillskrevs problem i hans privatliv. Förhör om prinsessan av Wales död 2008 hörde att bevis avslöjades från hans vänner och kollegor att han före sin död hade talat om självmord genom att hälla bensin i en bil och tända en cigarr, som noterats av Richard Horwell QC, för Metropolitan Commissioner.
I Paget-rapporten står det att när bilen hittades låg Andansons kropp i förarsätet i bilen och hans huvud var lossat och låg mellan framsätena. Det fanns ett hål i hans vänstra tinning. Den franske patologen drog slutsatsen att detta hål orsakades av den intensiva hettan från elden snarare än av till exempel en skottskada.
Operation Paget fann inga bevis för att Andanson var känd av någon säkerhetstjänst och, i motsats till Al-Fayeds påståenden, utreddes hans död grundligt av fransk polis (även om var bilnycklarna befann sig aldrig har förklarats). Ett inbrott på hans tidigare arbetsplats i juni 2000 som påstås ha utförts av säkerhetstjänster visade sig inte ha något samband med hans död, eftersom inga föremål relaterade till honom stals.

### Le Van Thanh
Det har rapporterats av många publikationer att den vita Fiat Uno tillhörde Le Van Thanh som var en 22-årig taxichaufför vid tidpunkten för kraschen. Flera vittnen minns att de såg en man som matchade hans beskrivning lämna tunneln sekunder efter kraschen. Georges och Sabine Dauzonne identifierade Thanh som "den upprörda man som de kan ha sett köra bilen".
Thanh ägde en vit Fiat Uno identisk med den som slog prinsessan av Wales mercedes. Franska utredare hade minskat den från de ursprungliga 4 000 registrerade (tillsammans med Andansons) som med Bianco Corfu 224-färgschemat och tillverkade från 1983 till september 1987. Kemisk analys visade att originallacken var "kompatibel med de vita spåren som sågs på Mercedesen." Efter tester kom man fram till att bilen "kan ha varit inblandad i olyckan". Han förhördes endast en gång den 13 november 1997 av franska detektiver i sin lägenhet i Clichy, norr om Paris och har alltid vägrat några ytterligare intervjuförfrågningar.
Thanh berättade för franska utredare att han var på skift vid tidpunkten för kraschen som nattskiftsvakt vid en Renaultfabrik i Gennevilliers. Han sa att en annan man arbetade med honom, men han "kunde inte komma ihåg personens namn", vilket ledde till att han uteslöts som misstänkt. Kritiker av utredningen hävdar att den franska polisen aldrig verifierat hans alibi. Det avslöjades senare att han lämnade jobbet tidigt den natten och kunde ha besökt sin fars hem nära Alma-tunneln. När utredarna frågade Thanh om att hans bil hade sprayats röd från den ursprungliga vita och hade ersättningsstötfångare, hävdade han att det gjordes några timmar före kraschen. Han vägrade att ge en anledning till detta. 2006 sa Thanhs far att hans son hade sprayat sin Uno röd igen timmar efter kraschen, och påstås ha väckt sin mekanikerbror på natten för att hjälpa honom.

## Blixt

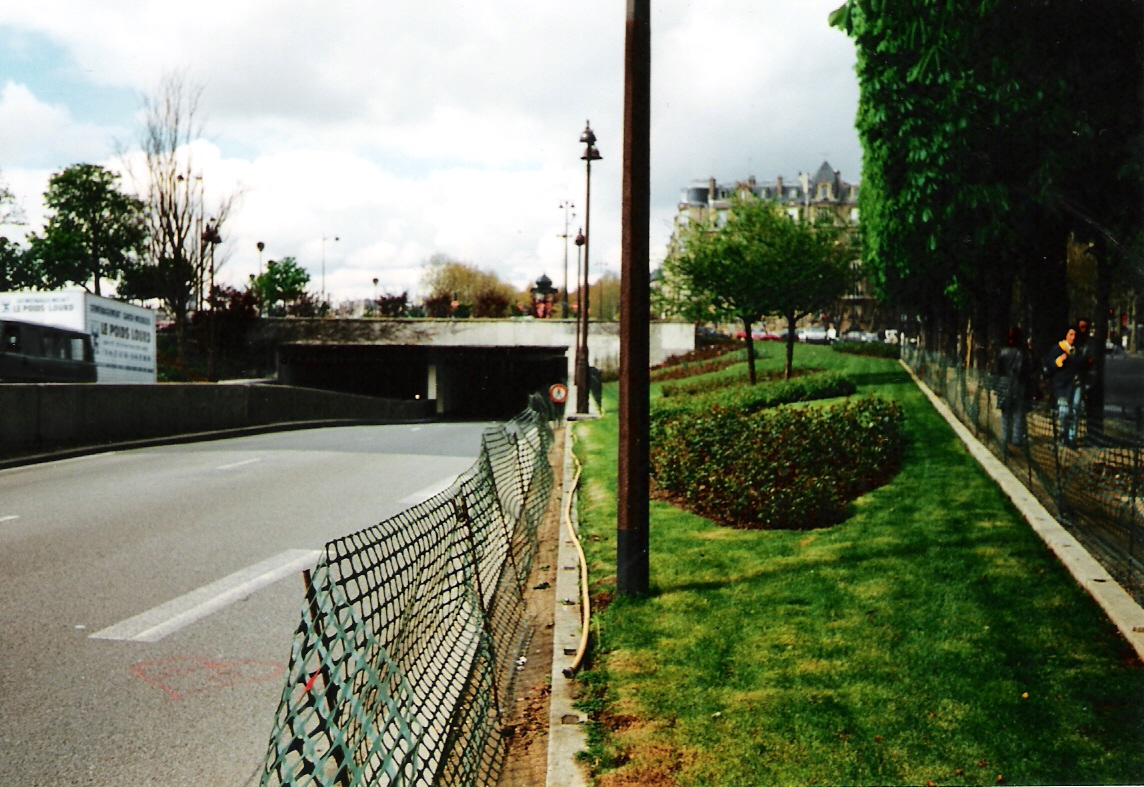
Ingången till Pont de l'Alma-tunneln (1998), platsen där Diana skadades dödligt

En alternativ förklaring till orsaken till kraschen har varit rapporter om en klar vit blixt precis innan bilen kom in i tunneln, vilket gjorde föraren blind. Richard Tomlinson gjorde detta påstående vid utredningen, men sanningshalten i hans bevis befanns vara bristfällig.
Det konstaterades av myndigheterna att tre ögonvittnen på olycksplatsen påstod sig ha sett en stark ljusblixt före kraschen. François Levistre (ursprungligen François Levi) gjorde ett tydligt, specifikt påstående att han såg en ljus blixt, men hans tre uttalanden till myndigheterna stod i konflikt med varandra. Både de franska detektiverna som utreder efter kraschen och senare arbetande på Operation Paget avvisade hans bevis. Med Mercedesen bakom sig påstod han sig ha sett blixten i sin backspegel och berättade om andra delar av det han såg medan han körde genom kurvan ut ur tunneln. Avgörande var dock att hans vittnesmål direkt motsägs av hans dåvarande fru, som satt i passagerarsätet bredvid honom. Ögonvittnet Brian Anderson, en amerikansk turist, berättade dock för detektiver att även han såg en ljus blixt.
Franska polisen 1997 var medveten om Levistres fällande dom i Rouen 1989 för oärlighet och hans efterföljande fängelsestraff, och han ansågs inte av dem vara ett pålitligt vittne. TV-dokumentärer producerade av Channel 4 2004 och BBC 2006 tog båda upp denna fråga; han dök upp som ett vittne vid den brittiska utredningen via en videolänk i oktober 2007. Diana: Secrets Behind the Crash (3 juni 1998), ett ITV-program presenterat av Nicholas Owen, då ITN:s kungliga korrespondent, gav tillräckligt stor vikt åt Levistres påståenden att 93 % av tittarna tillfrågade av tidningen Mirror strax efter sändningen trodde att det hade varit en stark ljusblixt vid tidpunkten för kraschen.
Detaljerna i ögonvittnes vittnesmål granskades noggrant och Operation Paget-officerare lyckades avslöja två nya vittnen. Andra vittnesmål från ögonvittnen hänvisade inte mycket till utseendet av några oförklarliga blixtar vid olycksplatsen. Flera vittnen som skulle förväntas ha sett en bländande blixt hänvisade inte till någon. Hur som helst avslöjade den detaljerade kraschrekonstruktionen att händelsekedjan som ledde till att bilen oundvikligen kolliderade med pelaren började långt innan den var vid mynningen av tunneln där blixten påstås ha inträffat. Dessutom är en blixtlampa av den typ som påstods ha använts så kraftfull att en blixt som avges från den skulle ha varit tillräckligt stark för att lysa upp ett mycket brett område. Det skulle troligen ha förblindat inte bara Paul, utan också föraren av den vita Fiat Uno, de förföljande paparazzoerna och vittnen som stod vid vägkanten. Operation Paget-rapporten drog slutsatsen att den påstådda blixten inte inträffade.

## Säkerhetsbälte

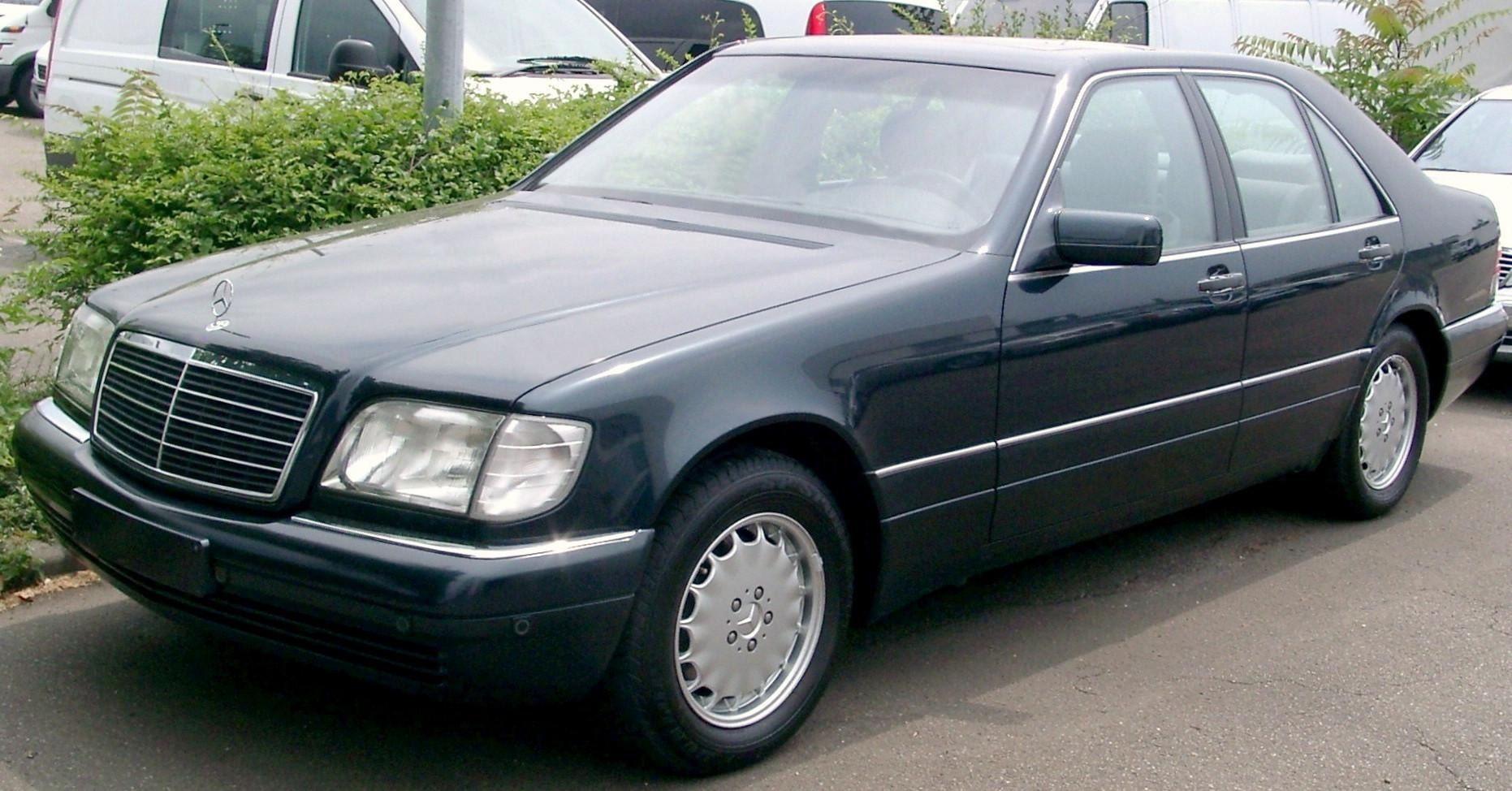
En Mercedes-Benz W140 S-klass, liknande den som var inblandad i kraschen

Det förekom en del mediadiskussion i april 2006 som antydde att Diana var en trogen bältesanvändare och därför var det faktum att både hennes och Dodis säkerhetsbälten antingen inte fungerade eller inte användes en antydning på sabotage. Hennes syster, Lady Sarah McCorquodale sa senare att Diana "var religiös med att sätta på sig säkerhetsbältet". Andra källor ifrågasätter om hon faktiskt använde sitt säkerhetsbälte hela tiden, som antyddes.
"Det som är säkert är att hon inte använde säkerhetsbälte och det gjorde saken värre. Vi skulle vilja tro att om hon hade haft säkerhetsbälte så hade vi kunnat rädda henne", sa André Lienhart, som granskade räddningstjänstens svar för den franska regeringens utredning av händelsen. CNN gjorde en analys av kraschen i början av september 1997 och drog slutsatsen att skadorna skulle ha varit lindriga om de åkande hade haft säkerhetsbälte. Slutsatserna var preliminära på grund av begränsad information om den specifika Mercedes-modellen eftersom bilen inte såldes i USA.
Analys av vraket av bilen efter att den hade återförts till England 2005 av en kriminalteknisk olycksutredare från Transport Research Laboratory med trettiofem års erfarenhet på uppdrag av Operation Paget visade att alla säkerhetsbälten var i gott skick utom det högra bakre som var fäst vid sätet Diana satt på. Uppföljningsförfrågningar med franska utredare visade att de hade förklarat alla säkerhetsbälten fungerande vid en undersökning i oktober 1997, vilket tyder på att skadan på detta säkerhetsbälte skedde efter kraschen.
Den brittiska undersökningsdomen angav uttryckligen att bristen på säkerhetsbälten hade "orsakat eller bidragit till" döden för både Dodi och Diana.

## Transport till sjukhus
Det första samtalet till räddningstjänstens växel loggades klockan 00:26. SAMU-ambulansen med prinsessan anlände till sjukhuset Pitié-Salpêtrière klockan 02.06. Det franska akutsjukvårdssystemet höll sig till ett mantra , vilket innebar att patienten behövde stabiliseras först på en fullt utrustad medicinsk ambulans innan han eller hon hänvisades till ett specialiserat sjukhus som kunde behandla hans eller hennes skador, oavsett hur långt bort det var. Ändå har denna långa tid föranlett många konspirationsrelaterade kommentarer.
Perioden mellan kraschen och ankomsten till sjukhuset tar hänsyn till följande: den tid det tar för räddningstjänsten att anlända; den tid det tog Sapeurs-Pompiers (brandkåren) i Paris att avlägsna Diana från den skadade bilen; och den faktiska restiden från olycksplatsen till sjukhuset. Poliserna Sébastien Dorzee och Lino Gagliadorne var de första räddningstjänstemännen som anlände till platsen runt 00:30. Sergeant Xavier Gourmelom och Philippe Boyer från Sapeurs-Pompiers anlände runt 00:32. Jean-Marc Martino, specialist i anestesimedel och intensivvårdsbehandling och SAMU-ambulansansvarig läkare, anlände vid 00:40-tiden. Diana fördes ur bilen vid 01:00-tiden. Hon fick sedan hjärtstillestånd. Efter yttre hjärt-lungräddning började hennes hjärta slå igen. Hon flyttades till SAMU-ambulansen klockan 01.18.
Ambulansen avgick från olycksplatsen klockan 01.41 och anlände till sjukhuset klockan 02.06 – en restid på cirka 26 minuter. Detta inkluderade ett stopp vid Gare d'Austerlitz som Martino gav order för på grund av blodtrycksfallet hos prinsessan av Wales och nödvändigheten av att ta itu med det. Ambulansen färdades långsamt på hans uttryckliga instruktioner. Läkaren var oroad över Dianas blodtryck och effekterna på hennes medicinska tillstånd av retardation och acceleration.
SAMU-ambulansen med Diana passerade Hôtel-Dieu-sjukhuset på Ile de la Cité på väg till Pitié-Salpêtrière-sjukhuset. Beslutet att överföra henne till Pitié-Salpêtrière-sjukhuset togs av Marc Lejay som var på utskick i SAMU Control den natten, i samråd med Dr Derossi, som var på platsen. Pitié-Salpêtrière-sjukhuset var huvudmottagningscentret för flera traumapatienter i Paris. Hôtel-Dieu var inte utrustad för att hantera skadorna som Diana ådragit sig. Lejay sa: "Hôtel-Dieu-sjukhuset på 'Ile de la Cité' är närmare men inte utrustat med hjärtkirurgiska team eller neurokirurgiska team eller team som är utbildade för att ta patienter med flera skador." Lejay var också medveten om att Bruno Riou var i tjänst på Pitié-Salpêtrière den natten och var särskilt skicklig att behandla sina skador. Martino stödde denna uppfattning.

## Balsamering av kroppen
Mohamed Al-Fayed påstod att Dianas kropp medvetet balsamerades kort efter hennes död för att säkerställa att alla graviditetstest vid obduktionen skulle ge ett falskt resultat. Robert Chapman, som utförde obduktionsundersökningen, uppgav att balsameringsvätskorna inte skulle ha haft någon effekt på att avgöra om Diana var gravid eller inte eftersom de fysiska bevisen skulle ha funnits i hennes livmoder och äggstockar.
Operation Paget fann att den 31 augusti 1997 var en mycket varm dag i Paris. Dianas kropp hade förvarats i ett tomt rum i anslutning till akutmottagningen där hon hade vårdats på sjukhuset Pitié-Salpêtrière, eftersom bårhuset låg på andra sidan sjukhusområdet och en bit bort. Torris och luftkonditioneringsenheter placerades i rummet för att hålla det svalt men verkade ha haft liten framgång.
Dianas två systrar och dåvarande prins Charles skulle se kroppen senare på eftermiddagen innan de förde tillbaka den till Storbritannien. President Jacques Chirac och hans fru ville också visa respekt. Detta innebar att det fanns mycket kort tid att förbereda kroppen för visning, och det ansågs oacceptabelt att presentera Dianas kropp för hennes familj och Frankrikes president i det tillstånd den befann sig i. Inför denna situation beslutade sjukhuspersonalen att gå vidare med balsamering med endast verbal auktoritet från Martine Monteil, den lokala polisinspektören, som försäkrade Jean Monceau "att allt skulle vara i sin ordning". Enligt fransk lag måste pappersarbete fyllas i innan balsameringen av lik som kan bli föremål för en obduktion. Detta pappersarbete slutfördes, men först efter att balsameringen hade genomförts, vilket gav upphov till anklagelser om misstänkta omständigheter. Anklagelserna gjordes trots att det inte fanns något sätt som sjukhuspersonalen kunde ha vetat om Diana var gravid eller inte, eftersom ett graviditetstest skulle ha varit irrelevant för hennes behandling efter kraschen och därför inte genomfördes.

## SAS
Krigsrätten mot krypskytten Danny Nightingale vid SAS ledde till ett brev skrivet av vittnet, soldat N, och skickat till hans svärföräldrar. Brevet fick stor uppmärksamhet. Soldat N, Nightingales tidigare rumskamrat, satt i fängelse för att ha olagligt gömt skjutvapen och ammunition. Den 17 augusti 2013 meddelade Metropolitan Police att de granskade bevis för att soldat N hade skrutit om att SAS låg bakom prinsessan Dianas död. Föräldrarna till soldat N:s fru skrev enligt uppgift till SAS befäl och hävdade att soldat N hade berättat för sin fru att enheten "ordnade" Dianas död och att den "mörklades". Informationen ska ha skickats till Scotland Yard av Royal Military Police. Scotland Yard betonade dock att denna information inte skulle leda till en ny undersökning och att de undersökte dess "relevans och trovärdighet". De bekräftade också att prins Charles och Mohamed Al-Fayed hölls informerade allt eftersom den preliminära undersökningen fortskred. I slutet av november 2013 avslutade Scotland Yard sin undersökning av SAS-anklagelserna och släppte ett uttalande: "The Metropolitan Police Service har granskat informationen och håller på att dra slutsatser som kommer att meddelas familjerna och berörda parter först, innan ytterligare kommentarer kan göras." Den 16 december framkom det från Sky News-rapporter att det inte fanns "inga trovärdiga bevis" för att SAS var inblandat i prinsessan och de andras död, och därmed ingen anledning att återuppta utredningen.

## Populärkultur
- The Murder of Princess Diana är en bästsäljande bok från 2004 av den brittiske journalisten Noel Botham som ifrågasätter den officiella versionen av händelserna och antyder en orkestrerad konspiration. En fiktionaliserad filmanpassning, The Murder of Princess Diana , släpptes senare.
- Unlawful Killing, en brittisk dokumentärfilm om Dianas och Dodis död, visades i maj 2011 i Cannes, medan filmfestivalen i Cannes 2011 pågick. Den regisserades av Keith Allen och finansierades av Mohamed Al-Fayed. Filmen visades inte på brittiska biografer; jurister för producenterna föreslog att 87 nedskärningar behövde göras innan det kunde certifieras för utgivning.[91] Efter att filmen inte lyckats få försäkring mot eventuella rättsliga åtgärder, efter förmodad distribution i USA, lades filmen på hyllan 2012.[92]
- I That Mitchell and Webb Look innehåller en serie skisser som visar en grupp av tre regeringsagenter som diskuterar planer på att genomföra populära konspirationsteorier, samtidigt som de oavsiktligt pekar ut bristerna i sådana planer, en som kretsar kring Dianas död. Skissen avslutas med planen "händer av en slump".